# JDeveloper
Oracle JDeveloper est un environnement de développement intégré (IDE) gratuit. Il possède des fonctionnalités de développement en Java, XML, SQL et PL/SQL, HTML, JavaScript, BPEL et PHP. Il couvre le cycle entier de développement, de la conception au déploiement en passant par le codage, le débogage, l'optimisation et le profilage.